# 米夏镇
米夏镇，是中华人民共和国新疆维吾尔自治区喀什地区莎车县下辖的一个乡镇级行政单位。
2016年11月20日，新疆维吾尔自治区人民政府批复同意撤销米夏乡建制，设立米夏镇。

## 行政区划
米夏镇下辖以下地区：
阿热勒库干村、夏马勒巴格村、托尕其村、阿克也尔库勒干村、坎拜尔村、墩吾斯塘村、恰热克村、喀依马克其村、克帕哈纳村、托库拉村、喀拉扎克村、阔古希艾日克村、吾斯塘博依村、依什兰木其村、亚勒古孜巴格村、吉格代艾日克村、克斯木其村、亚尕其拉村、英其开艾日克村、铁提尔巴格村、琼库尔克什拉克村、斯日格拉村、阔滚其拉村和阿日希村。